# Yves Langevin
Yves Langevin (ur. 1951 w Paryżu) – francuski astrofizyk-planetolog. Specjalizuje się w badaniu ewolucji powierzchni małych ciał Układu Słonecznego.
Od strony matki prawnuk Marii Skłodowskiej-Curie i Pierre’a Curie; od strony ojca prawnuk Paula Langevina; wnuk Irène Joliot-Curie i Frédérika Joliot-Curie; syn Hélène Langevin-Joliot i Michela Langevina.
Na jego cześć nazwano planetoidę pasa głównego – (5290) Langevin.